# 特別支援学校

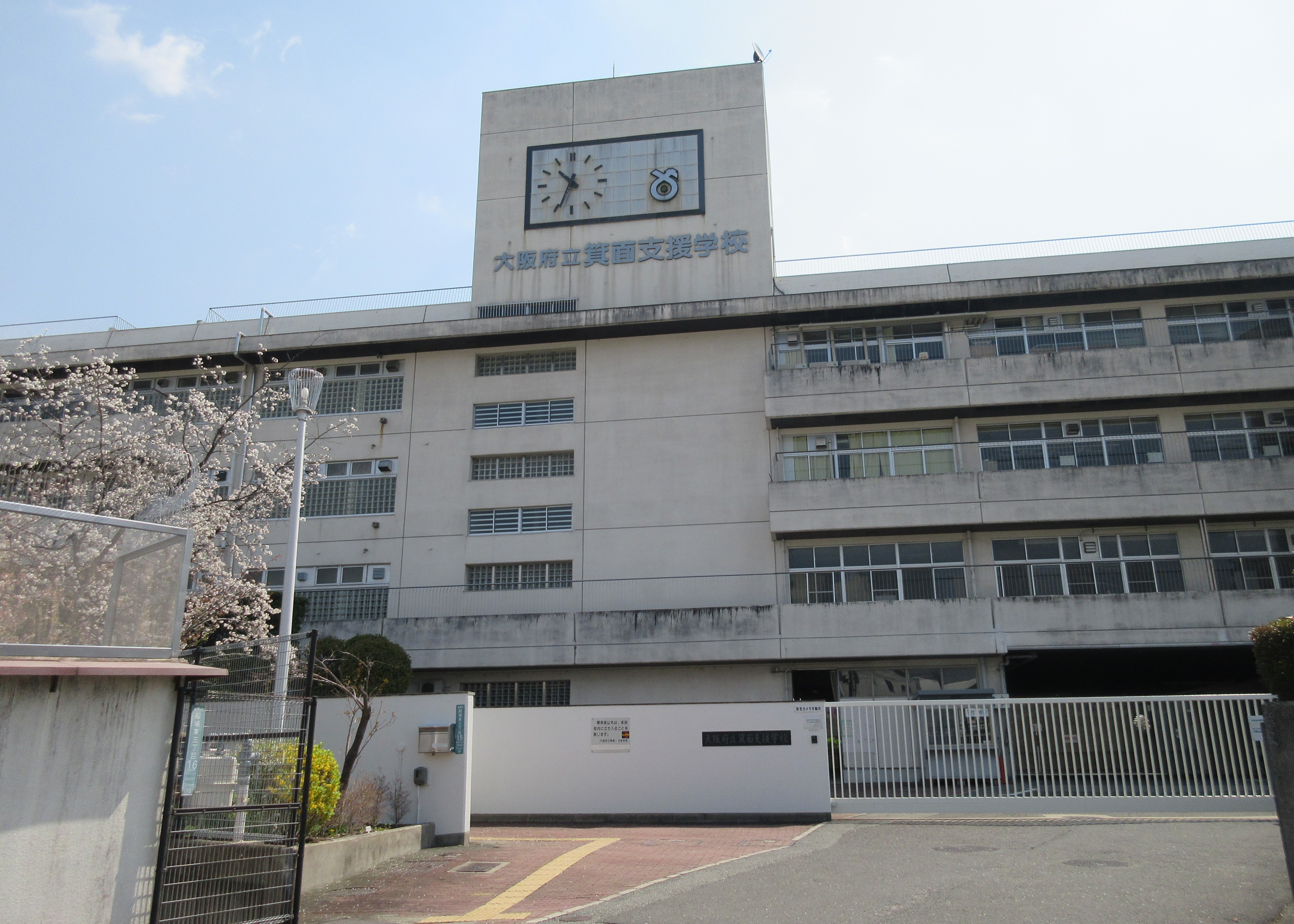
日本では、支援の種類によって通う支援学校が分かれている。（大阪府立箕面支援学校）

特別支援学校（とくべつしえんがっこう、英語: special support school）とは、障害者等が「幼稚園、小学校、中学校、高等学校に準じた教育を受けること」と「学習上または生活上の困難を克服し、自立が図られること」を目的とした日本の学校である。
2007年の文部科学省の「特別支援教育の推進について（通知）」では、これまでの視覚障害者の盲学校（もうがっこう）・聴覚障害者の聾学校（ろうがっこう）・養護学校（ようごがっこう）（これらを包括して、特殊教育諸学校と称していた）における取り組みを推進しつつ、さまざまな障害種に対応可能な体制づくりが重要とされ同年に整備された。2007年3月31日以前は、盲学校・聾学校・養護学校は、特殊教育（現在の特別支援教育）を行う学校として個々の学校種として法令に規定されていたが、2007年4月1日からは同一の学校種となった。なお、個別の学校名の末尾に盲学校・聾学校・養護学校が付くものもあるが、これらも学校教育法における特別支援学校である。

## 概要

### 特別支援学校の制度
特別支援学校は、視覚障害者、聴覚障害者、知的障害者、肢体不自由者、または病弱者（身体虚弱者を含む）に対し、幼稚園、小学校、中学校または高等学校に準ずる教育を施すとともに、障害による学習上または生活上の困難を克服し自立を図るために必要な知識技能を授けることを目的としている（学校教育法第72条）。教育活動は、特別支援教育の理念に則って行われる。
特別支援学校には、幼稚部、小学部、中学部、高等部、「高等部の専攻科」があり、入学資格はそれぞれ幼稚園、小学校、中学校、高等学校、「高等学校の専攻科」に準じている。
学級には、単一の障害を有する幼児児童生徒（以下、本項では生徒）で構成される「一般学級」と、複数の障害を有する生徒で構成される重複障害学級がある。1学級の定員は15名（千葉県や奈良県など、定員を15名より少なくしている自治体もある）で、複数の教員が担任することが多い。また自宅からの登校が困難でなおかつ重度の障害児のために、教員が生徒の自宅へ出向く訪問学級を置いているところもある。さらに短期間ながら医療的支援を必要とする場合に、そのような機能を持つ別の特別支援学校への一時的な転学も珍しくはない。
学校教育法の改正により、2007年3月31日まで「盲学校」「聾学校」「養護学校」に区分されていた制度は、2007年4月1日から「特別支援学校」に一本化された。この名称の変更は、各学校間の機能的差異に基づく区分を名目上撤廃するものである。そこで各特別支援学校においては、文部科学大臣の定めるところにより、視覚障害者、聴覚障害者、知的障害者、肢体不自由者、病弱者（身体虚弱者を含む）に対する教育のうち、当該学校が行うものを明らかにするものとされている（学校教育法第73条）。またこれらの教育は、障害の種類によらず一人一人の特別な教育的ニーズに応えていくという特別支援教育の理念に基づいて行われるとされる。異なった2種以上の障害者等に対する教育を行ってもよい。ただし、公立学校においては、教職員への労務費を法律に基づいて厳格に計算しなければならないため、主として行う教育が定められる。なお、複数の教育領域を1校で扱っている学校は「併置校」と呼ばれる（ただし、複数の教育領域を扱っていることを標榜していても、実情としては1つに偏っている場合は、「併置校」という扱いは受けない）。
また、特別支援学校は在籍する生徒に教育を施すだけでなく、地域の幼稚園、小・中・高等学校の要請に応じて在籍する生徒の教育に関する助言・援助、いわゆる「センター的機能」も担うよう定義されている。従来の障害 に加えて、今まで見過ごされていた発達障害などの子供たちにも、地域や学校で総合的で全体的な配慮と支援をしていくことになる。だが、発達障害者は特別支援学校の教育対象ではないため、実際に発達障害の児童・生徒をどの教育領域の特別支援学校で対応するかが明確ではないという指摘もある（知的な遅れがないから、知的障害の学校ではなく、また肢体不自由でもないから残る病弱の領域とする専門家もいるが、定義自体はなされていないため、そのカテゴリ化も不明確なままである。現状では主として知的障害者の特別支援学校が助言・援助を行い、ほかの校種は主に発達障害との重複障害者に関する助言・援助を行っている）。
特別支援教育への関心の高まりとともに、各都道府県では特別支援学校の増設、分校の増設、高等学校への分教室の併設などが行われた。主に高等学校の統廃合で使われなくなった校舎を改築して特別支援学校を新設した。
小学部・中学部の在学者の年齢は小学校・中学校よりも幅広いことが多い。意図的に高年齢の生徒を迎え入れている例もあるなど、年齢主義の影響から脱している部分も多い。小学部に学齢超過者が在籍している例も見受けられる。

### 特別支援学校に入学可能な障害の程度
特別支援学校に入学可能な障害の程度は学校教育法施行令 第二十二条の三で定められている。なお、この障害の程度はかつてはいわゆる「就学基準」として位置づけられていたが、一定の障害のある者は原則として特別支援学校に就学するという従来の就学先決定の仕組みが改められたことに伴い、就学基準としての機能は持たなくなった。
| 区分         | 障害の程度 |
| ------------ | --- |
| 視覚障害者   | 両眼の視力がおおむね〇・三未満のもの又は視力以外の視機能障害が高度のもののうち、拡大鏡等の使用によつても通常の文字、図形等の視覚による認識が不可能又は著しく困難な程度のもの                                          |
| 聴覚障害者   | 両耳の聴力レベルがおおむね六〇デシベル以上のもののうち、補聴器等の使用によつても通常の話声を解することが不可能又は著しく困難な程度のもの                                                                              |
| 知的障害者   | 一 知的発達の遅滞があり、他人との意思疎通が困難で日常生活を営むのに頻繁に援助を必要とする程度のもの 二 知的発達の遅滞の程度が前号に掲げる程度に達しないもののうち、社会生活への適応が著しく困難なもの                 |
| 肢体不自由者 | 一 肢体不自由の状態が補装具の使用によつても歩行、筆記等日常生活における基本的な動作が不可能又は困難な程度のもの 二 肢体不自由の状態が前号に掲げる程度に達しないもののうち、常時の医学的観察指導を必要とする程度のもの |
| 病弱者       | 一 慢性の呼吸器疾患、腎臓疾患及び神経疾患、悪性新生物その他の疾患の状態が継続して医療又は生活規制を必要とする程度のもの 二 身体虚弱の状態が継続して生活規制を必要とする程度のもの                                     |

なお、自閉症についても、知的障害を伴う場合は、表における知的障害者の程度の障害を併せ有する状態に応じて、特別支援学校（知的障害）で教育される場合があり、実際に、多くの自閉症を伴う知的障害の児童生徒が特別支援学校に在籍している。また、病弱・身体虚弱などを伴う自閉症の場合は、それぞれの状態に応じて、特別支援学校（病弱）などにおいて教育を受けることを考慮する必要がある。
ただし自閉症は、就学前に適切な療育等を受けていない場合には、基本的には知的発達の遅れがないにもかかわらず、知的障害があると見なしてしまう場合があるとして、誤って自閉症を特別支援学校の対象としないよう注意を促している。
知的障害を伴わない自閉症の他、情緒障害、言語障害、学習障害（LD）、注意欠陥多動性障害（ADHD）についても特別支援学校に入学可能な障害の程度に該当しない。

#### 就学先を決定する仕組みの改正
平成14年（2002年）以前は、一定の障害のある者については例外なく特別支援学校に就学することとされていた。しかし、平成14年（2002年）の改正により、認定就学制度が創設され、小中学校の施設設備も整っている等の特別の事情がある場合には、例外的に特別支援学校ではなく認定就学者として小中学校へ就学することが可能となり、小中学校に在籍する障害者の数は増加を続けていた。
さらに、平成25年（2013年）の改正により、一定の障害のある児童生徒は原則として特別支援学校に就学するという、これまでの学校教育法施行令における基本的な考え方を改め、市町村の教育委員会が、個々の児童生徒について障害の状態等を踏まえた十分な検討を行ったうえで、小中学校又は特別支援学校のいずれかを判断・決定する仕組みに改められ、この後に障害のある就学予定者の公立小学校への就学が大幅に増加した。
このように、就学先は最終的に市区町村教育支援委員会が決定するため、一定の障害があったとしても必ずしも特別支援学校への就学が指定されるわけではない。調査・審議対象となった障害者のうち、特別支援学校に入学可能な障害の程度に該当すると判定されるのは2割に満たない程度であるが、以前は該当する者は原則として特別支援学校に就学することになっていた。しかし、就学先を決定する仕組みが改められたことに伴い、仮に特別支援学校入学可能な障害の程度に該当しても、特別支援学校への就学が指定されるのは7割程度まで低下している。結果的に、実際に特別支援学校へ就学するのは、審議対象となった障害者の13%程度である。
なお、学校教育法施行令の改正により、就学基準に該当する障害のある者は特別支援学校に原則就学するという従来の就学先決定の仕組みを改められたことに伴い、前項の学校教育法施行令第二十二条の三で定める障害の程度の表はいわゆる「就学基準」としての機能は持たなくなったが、「特別支援学校に入学可能な障害の程度」としての機能は引き続き有している。

## 歴史
1875年（明治8年）ごろ、京都府下の第十九小学校（のちの待賢小学校を経て現在の二条城北小学校）に韻唖教場（いんあきょうじょう）が開設され、まもなく盲児も教育するようになった。教員の古河太四郎が、ホームサインをも含めて自ら編み出した手話を用い聾児に指導していた。1878年（明治11年）5月24日、京都盲唖院が開校され古河太四郎が初代院長。しかし寄附による財源を基にしていたため学校経営が不安定となり、翌1879年（明治12年）4月、設置者が京都府に移管され京都府立学校となった。
1875（明治8）年ごろ、東京でも楽善会という篤志家グループによる、盲人を教育するための訓盲所の設立運動が始まった。翌1876（明治9）年3月、府知事名で許可され、1878（明治11）年7月、築地に校舎の建設工事開始。1880（明治13）年2月、校名を「楽善会訓盲院」と定め授業開始、同年6月、聾児も加えた。1884（明治17）年、校名を「楽善会訓盲院」と改めたが事業発展に伴い経営が苦しくなり、1885（明治18）年、文部省の直轄学校となり「東京盲啞学校」と改称。のちに東京教育大学の附属学校となり、現在は筑波大学附属視覚特別支援学校・筑波大学附属聴覚特別支援学校となっている。
文部省では1890年（明治23年）10月の改正小学校令の制定により、盲啞学校の設置・廃止に関する規定が設けられた。聾学校の数も次第に増加し、1897年（明治30年）に4校が、1907年（明治40年）に38校と増えた。
盲と聾というまったく異なる障害を同一学校で教育する問題が指摘され、文部省は1909年（明治42年）4月、直轄学校官制を一部改正、新たに東京盲学校を設置。翌年3月、従来の東京盲啞学校を廃し東京聾啞学校を設置。これが盲・聾分離の先鞭となった。1923年（大正12年）8月、「盲学校及聾啞学校令」の勅令が制定、これに基づく文部省令「公立私立盲学校及聾啞学校規程」も公布。これらの措置により、初めて盲啞学校が盲学校と聾啞学校という2つの学校に分離されることになった。
1932年（昭和7年）東京市立光明学校（現在の東京都立光明学園）が世田谷区に設立される（日本初の肢体不自由児学校）。
1947年（昭和22年）3月、教育基本法と同時に公布された「学校教育法」により聾啞学校は「聾学校」へ変わり、聾児への義務教育を行う学校となった。またこのとき、知的障害者、肢体不自由者、病弱者（身体虚弱者を含む）のための「養護学校」の制度が作られた。こうして「盲学校」「聾学校」「養護学校」3種の学校が、特殊教育（現在の特別支援教育）を行う学校として法制化された。
1979年以前の養護学校は義務教育機関ではないため軽度障害者のみを対象とし、重度・重複障害者は就学猶予や就学免除として、自宅や障害者入所施設に待機していた。1979年の義務教育化以降、重度・重複障害者も養護学校へ就学となったが、地域の普通学校では障害児排除もみられた。いまだ分離教育であるとの批判も継続してみられる。一方で、小学校・中学校など普通学校において障害児学級を設置して専門の教員を置いて受け入れたり、普通学級に障害児を受け入れる場合も見られる。
一方、養護学校の義務教育化により重度・重複障害者の在籍比率が増加。軽度障害の在学生に教育が充分に行えない状況も生じた。このため一部の都道府県では、軽度障害者の生徒に対する職業教育・専門教育の場と位置づけた高等養護学校（現在は、高等特別支援学校もしくは高等支援学校。高等部のみの特別支援学校）を、既存の養護学校高等部から新たに設立した。その際、障害者以外は高等養護学校（高等支援学校）への入学、編・転入学できないことを原則とした。この学校においては自ら通学できる生徒を入学の条件としている都道府県がほとんどである。
日本の教育において旧来は障害による多種多様な取り扱いがされてきたが、2007年4月1日に障害者等に教育を行う学校種のすべてを「特別支援学校」に統一した。それに伴い、多くの学校で学校名が「（特別）支援学校」に変更された。しかし、強行規定ではないので、従前の校名のままのところも多数ある。

## 教員
公立の特別支援学校には、都道府県立のものと市区町村立・組合立のものが主にあり、公立の小学校・中学校の教員は市区町村立・組合立の特別支援学校（多くは「知的障害者に対する教育を行う特別支援学校」）に転任できるが、都道府県立の特別支援学校に転勤するには試験の合格等が必要な地域もある。また、視覚障害者・聴覚障害者・肢体不自由者・病弱者に対する教育を行う特別支援学校の数は限られており、これらの障害等に特化して特別支援学校の教員を続けようとすると異動先が限られる。このため、場合によっては、特定の学校に対する勤続年数が長くなる教員もいる。特に視覚障害者・聴覚障害者の特別支援学校は県に一つであることが多い。
特別支援学校の教員は、原則として特別支援学校教員の免許状と各部に相応する免許状（幼稚園教諭、小学校教諭、中学校教諭、高等学校教諭のいずれかの教員免許状）の両方を有しなければならないことが教育職員免許法に定められている。しかし、同法の附則16の規定により「当分の間」との条件つきで本則が骨抜きにされているため、必ずしも特別支援学校教諭の免許状を保有しているわけではない。
教育学部の教員養成課程においては、大学入学時より特別支援教育を志していないと特別支援学校の教員免許状は取得しにくい。近年は、特別支援学校教諭の免許状の授与を受けるための免許法認定講習（都道府県の教育委員会主導）や、大学通信教育などが充実してきており、特別支援学校教諭の免許状を保有している教員の率も上昇している。ただし、「視覚障害に関する教育」「聴覚障害に関する教育」の領域については、2024年現在、通信教育での取得（「新教育領域の追加」を含む）は、星槎大学でのみ可能である。
| 年度               | 2001年   | 2004年   | 2007年   |
| ------------------ | -------- | -------- | -------- |
| 特別支援学校教員数 | 53,242人 | 55,414人 | 58,591人 |

教員養成課程で小学校・中学校・高等学校の免許状を取得したあと、大学の特別支援教育に関する専攻科または大学院を修了することにより特別支援学校教諭の免許状を取得することもできる。また、近年ではすでに教員であるものや一般の学士が教職大学院を修了することで特別支援学校教諭の免許を取得することも可能である。

## 特徴

### 寄宿舎
特別支援学校には寄宿舎が併設されていることがある。特に聴覚障害者、視覚障害者を対象としている特別支援学校は、1都道府県に1、2か所と少ない場合がほとんどであり、自宅が遠隔地にあって通学が困難な生徒が多く、十分に訓練を受けないと電車やバスを乗り継いで通学するのが困難なためである。ただし、寄宿舎の設置要件には「自宅通学が困難な地域」とあるため、交通手段が発達している大都市部ほど少ない傾向にある。また全国的にも寄宿舎自体は減少傾向にあり、特別支援教育の重要性に反比例して、寄宿舎教育の将来を不安する声も現場から上がっている。
寄宿舎はほとんどが校舎と同じ敷地内に設けられ、寄宿舎生はそこから学校へ通っている。また、寄宿舎内での生活指導を受け持つ寄宿舎指導員が置かれており、生活指導（更衣、食事、排泄、入浴などの日常の所作の自立支援）や自治活動（子供会での活動や棟やグループ単位での校外体験活動など）を通じて自立を目指す教育が寄宿舎指導員によってされている。
寄宿舎指導員の場合、学校に籍を置く教員同様に教育公務員の身分にある。都道府県によって異なるものの、教員免許の有無を採用要件としていない場合もある。しかし、資格要件の緩さもあり、教員や教育行政、教育委員会への配置転換などはない。その場合は一般の公務員試験を受けたうえでの配置になる。
さらに最近は、授業・各種行事が実施されない土曜日・日曜日・祝祭日や夏休み・冬休み・春休みにあたる長期休業期間を自宅療養期間にあてて、該当日の寄宿舎を閉鎖する学校も出ている。月曜日や金曜日・始業式や終業式に学校周辺の道路が渋滞するのは、親が迎えにいくための車で混雑するためである。ただ、寄宿舎生を抱える遠隔地の家族にとって、当日の車での往復は長距離となり、交通事故を引き起こす危険性を増加させるため、できるだけ寄宿舎を回避させるべく、空白区での学校設置に力を入れる自治体も出ている。

### 特別支援学校の費用

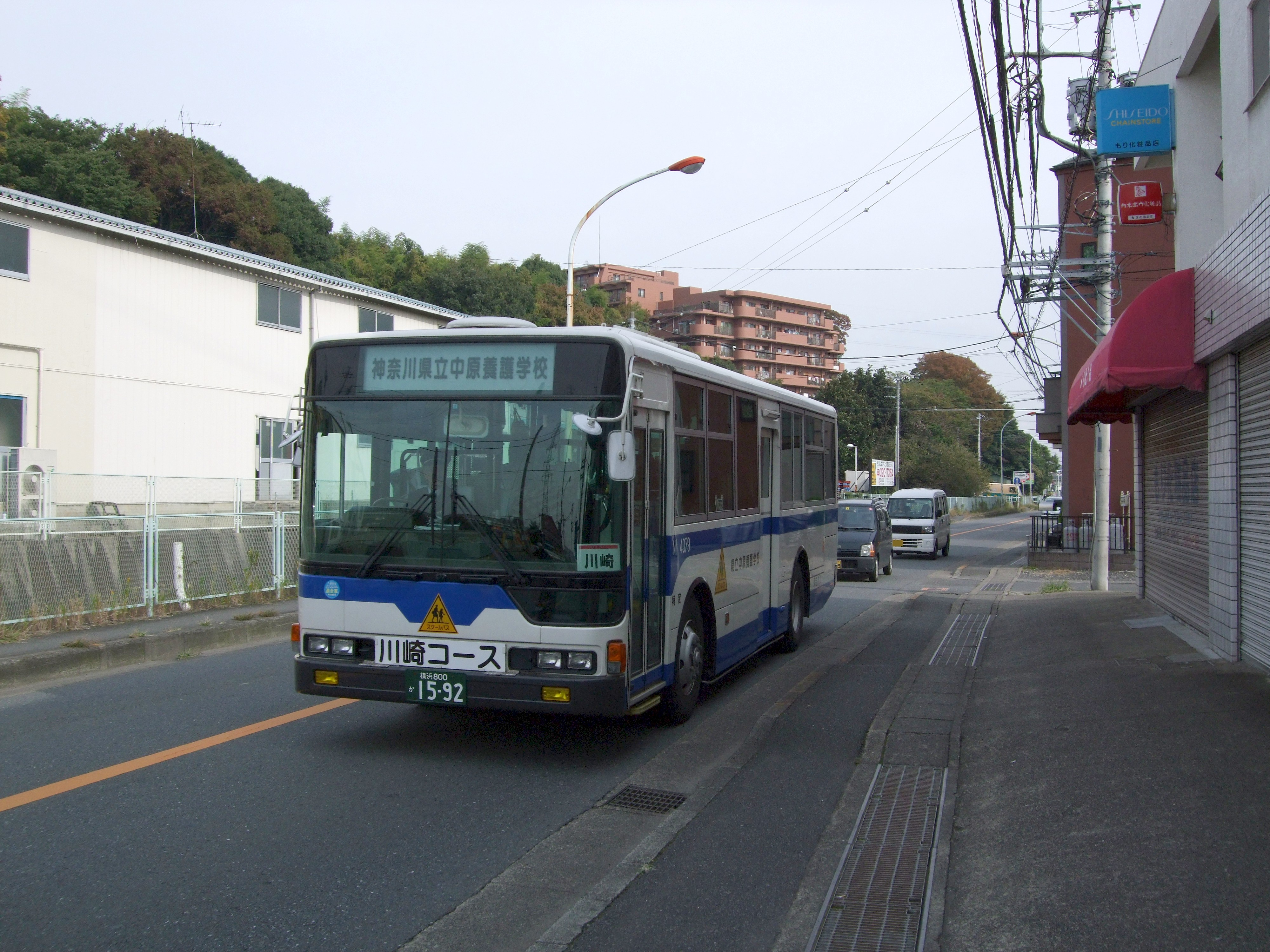
特別支援学校の生徒の送迎には、専用の装備を施した特装車が複数台必要であり、これらを揃えることが学校と輸送受託者側の双方に無視できない負担となっている。画像のバスは、後部ドアに車椅子昇降用のリフトを装備しており、この学校では7台が生徒の通学に活躍している。

特別支援学校は、普通学校と比べ、児童生徒1人当たりに必要となる経費が10倍程度となっている。
| 学校種               | 児童生徒数  | 学校教育費        | 児童生徒1人当たり | 教員数    | 児童生徒1人当たり |
| -------------------- | ----------- | ----------------- | ----------------- | --------- | ----------------- |
| 公立小学校           | 7,084,675人 | 6兆3873億5200万円 | 901,573円         | 409,665人 | 0.06人            |
| 公立盲・聾・養護学校 | 96,729人    | 8339億8200万円    | 8,621,840円       | 60,453人  | 0.62人            |

学校運営にあたって必要な経費がかさむ主な理由
- 生徒1人当たりに対する教職員数が普通学校に比べ、かなり多い[注釈 20]。
- 個々の障害特性に応じた特殊な教材、設備が必要となる。
- 学区が広大なうえ、自力で通学できない生徒が多く、複数の送迎バスが必要となる。
- 校舎は障害児が利用しやすく、かつ転落などの危険な事故を防ぐ配慮が必要である[注釈 21]。
- 医療的ケアが必要な生徒が多く、そのため看護師が常在している学校がある。

地方公共団体の財政難を背景とし、在籍児童生徒の減少を理由に特別支援学校が再編（統廃合）されるケースがある。しかし、特別支援学校に在籍する児童生徒数は全体では増加傾向にある。そのため、特別支援学校が増えている自治体のほうが多い。
| 年度           | 1996年   | 1998年   | 2000年   | 2002年   | 2004年   | 2006年    |
| -------------- | -------- | -------- | -------- | -------- | -------- | --------- |
| 在籍児童生徒数 | 86,293人 | 87,445人 | 90,104人 | 94,171人 | 98,796人 | 104,592人 |

また、入学してくる生徒の障害が重度化している傾向にあり、2007年度より始まった特別支援教育により、特別支援学校の役割はますます大きくなることから障害児の保護者からは不安の声が上がっている。

### 校名の変更
日本で改正学校教育法が施行された2007年4月に「特別支援学校」と校名を変更した盲学校・聾学校・養護学校は、既存の学校で916校中182校、2007年度に新設された学校で11校中3校にとどまっている。なお、大阪府では、単に「支援学校」と、名称に「特別」を含めない。
校名変更反対の意見が、聴覚障害者のみを対象としている特別支援学校に見られる。旧・聾学校は、デフコミュニティの一つでもあり、卒業生は通常、母校に強い愛着を持っている。一方、近年、日本の聾学校の中には校名を「聾学校」「ろう学校」から「聴覚障害特別支援学校」などに変更する事例もあり、全日本聾唖連盟などこれに反対するろう者たちとの間で議論に発展している。
改名に反対する人々の心情として、「聾」あるいは「ろう」という語に自らのアイデンティティの一部ととらえ、ろう者であることに誇りを持っており、かつ「特別支援」という言葉が健常者の支援を受けるネガティブな語としてとらえていることがあり、こうしたろう者たちの心情を理解しないまま改名が実行されたケースもある。
一方、養護学校（知的障害者・病弱者・肢体不自由）から特別支援学校への改名は進んでいる。

## 教育

### 教育の原則
小学部から高等部においては、普通学校の小学校から高等学校と同じ内容の国語、数学（算数）、理科、社会、英語、技術・家庭、情報、体育、音楽、美術といった教科も教えられるが、それぞれに障害を克服したり、伸ばすことのできる能力を発展させるよう、教える工夫がなされる。小学校から高等学校より基礎的な内容に精選した教科書など工夫された教材を使用して、それぞれの障害にあわせた学習を行っている。
特別支援学校においては、自立活動という活動が障害の特性に応じて行われている。自立活動には、自分の安全を図るための手段とその工夫を学ぶことなどが含まれている。また、学級を担任せず自立活動を専門に行う教諭も配置されている。
「高等部」と「高等部の専攻科」には、普通教育を主とする学科「普通科」、専門教育を主とする学科のいずれかまたは双方を置くことができる。「高等部の専攻科」に置かれる学科の大半は、専門教育を主とする学科である。

### 視覚障害者に対する教育を行う特別支援学校
視覚障害者を対象としている特別支援学校は、主に旧・盲学校の制度を母体としていることが多い。視覚障害者のみを対象としている特別支援学校の中には、特別支援学校の制度が発足したあとも、校名に「盲学校」の名称であることも多い。場合によっては、「視覚特別支援学校」「視覚支援学校」の名称の特別支援学校もあり、「視覚特別支援学校」の呼称は、法令文の一般名詞として用いられることもある。
世界で最初の視覚障害者を対象とした特殊学校は、1784年にアユイらによって、フランスのパリに作られた盲学校とされている。この盲学校はフランス革命直後の1791年に王立パリ盲学校となり、王政廃止後は国立パリ盲学校となった。

#### 教育の工夫（視覚障害者）
視覚障害者を対象としている特別支援学校においては、点字などを用いて教育を行っている。
理科では、授業の中で化学実験をはじめとする実験観察が行われ、理系大学への進学者もいる。体育でも障害の特性に応じた工夫がなされている。たとえば、健常者が行うバレーは、視覚障害者ではフロアバレーボールと呼ばれ、健常者のようにボールを打ち上げるのではなくネットの下をくぐらせる方法でプレイする。ゲームでは弱視者の後衛3人と全盲生（またはアイマスクをつけた人）の前衛3人によって行い、後衛が前衛に声で指示しながらプレイするなど、内容的にかなりの創意工夫がなされている。このスポーツの部活動を置いている中等部・高等部は多く、全国大会も開かれている。
視覚障害者を対象としている特別支援学校においては、自立活動の時間に生徒の障害の特性や程度に応じて、点字の指導、白杖歩行の訓練、弱視者への拡大読書器などの障害補償機器の指導、卒業後の生活自立へ向けての生活訓練などを行っている。

#### 専門教育（視覚障害者）
「高等部」および「高等部の専攻科」の視覚障害者である生徒に対する教育を行う専門教育を主とする学科については、「家庭に関する学科」「音楽に関する学科」「理療に関する学科」「理学療法に関する学科」その他専門教育を施す学科として適正な規模および内容があると認められるものとされている。
このうち「理療に関する学科」「理学療法に関する学科」については、鍼、按摩、あん摩マッサージ指圧の分野を含む。日本では数百年の長きにわたって、盲人の職業として、鍼と按摩が受け継がれてきた。鍼・按摩は、学問というよりも職人的な技芸であるため、第二次世界大戦前は徒弟制度によって術者が養成されていた。
しかし第二次世界大戦後、「あん摩マツサージ指圧師、はり師、きゆう師等に関する法律」（あはき法）が施行され、はり師、マッサージ師として就業するためには、2年 の専門教育と国家試験が課せられるようになったため、これに対応する形で、専門教科の「理療科」が設置された。
理療科は、高卒後3年で、鍼灸師・あん摩マッサージ指圧師の国家試験受験資格を得る専攻科理療科と、あん摩マッサージ指圧師だけの受験資格を得る保健理療科がある。
一部の視覚障害者を対象としている特別支援学校には、視覚障害者（盲人）の伝統的な職業である箏曲の演奏家などを養成する音楽科、理学療法士を養成する理学療法科が設置されているところがある。

### 聴覚障害者に対する教育を行う特別支援学校
日本には、国立・公立・私立の聴覚障害者を対象としている特別支援学校が106校である。
聴覚障害者を対象としている特別支援学校は、主に旧・聾学校の制度を母体としていることが多い。最近ではろう者の母語である日本手話で教育を受ける権利を守るべく日本手話を習得させる教職課程が設置された学校も存在する（日本社会事業大学）。
- 聴覚障害者教育を取り巻く問題
- アメリカの聴覚障害者教育
- 日本における口話法と手話法の変遷

#### 名称
聴覚障害者のみを対象としている特別支援学校の中には、特別支援学校の制度が発足したあとも、校名を「ろう学校」および「聾学校」の名称を変えずに維持する学校も存在する。それ以外の名称は以下のとおり。
- 「聴覚特別支援学校」
  - 「聴覚特別支援学校」の呼称は、法令上の学校種別名として用いられることがある。
- 「聴覚支援学校」
- 「聴覚障害特別支援学校」

#### 教育の工夫（聴覚障害者）
聴覚障害者を対象としている特別支援学校の教育内容は、基本的には通常の学習指導要領に準じたものとなっており、これに加えて聴覚障害児に特に必要とされる教育を行う場と定められている。以前は口話を中心としたコミュニケーション訓練の場というのが実情であったが、近年では重複障害児の増加により、聴覚障害者を対象としている特別支援学校に求められる教育内容は多様化している。聴覚障害を持つと診断された子供たちを対象にした就学前教育（最早期教育）も聴覚障害者を対象としている特別支援学校の重要な役割である。

#### 専門教育（聴覚障害者）
「高等部」および「高等部の専攻科」の聴覚障害者である生徒に対する教育を行う専門教育を主とする学科については、「農業に関する学科」「工業に関する学科」「商業に関する学科」「家庭に関する学科」「美術に関する学科」「理容・美容に関する学科」「歯科技工に関する学科」その他専門教育を施す学科として適正な規模および内容があると認められるものとされている。

### 知的障害者に対する教育を行う特別支援学校
知的障害者を対象としている特別支援学校は、主に旧・養護学校の制度を母体としていることが多い。知的障害者のみを対象としている特別支援学校の中には、特別支援学校の制度が発足したあとも「養護学校」の名称であることも多い。「知的特別支援学校」の呼称は、法令文の一般名詞として用いられることもある。一般的に知的障害児、情緒障害児（2007年度まで。2008年度以降は、「自閉症」と「緘黙など」の2つに分割され、自閉症以外の部分を「情緒障害」としている）などのための学校であるととらえられている。学校によっては、研究指定校などの関係で、発達障害の児童生徒を教育対象としている学校も存在する。
知的障害者を対象としている特別支援学校の高等部の入学にあたっては、一般の高校受験と同様入学試験がなされることが多いが、簡単なものである。主に高等特別支援学校（高等養護学校）で行われることがある。ただし、学校によっては出願資格を「中学校の特別支援学級に在籍する者」「特別支援学校の中学部に在籍する者」「療育手帳所持者」に限定している場合があり、普通学校の普通学級で教育を受けてきた人の入学が困難になる場合もある。
なお、養護学校という名前では就職や結婚の際に不利になる場合も多いため、高等養護学校の通称校名を「○○高等学園」にするなど、一見して養護学校だと分からないように配慮している地方公共団体もある（宮城県立養護学校岩沼高等学園→宮城県立支援学校岩沼高等学園など）。

#### 教育の工夫（知的障害者）
知的障害者を対象とする教育課程（授業の内容）について、知的障害がある生徒に対しては、本人の状況に合わせて特別なものを実施することが、学校教育法施行規則および、当施行規則に基づく教育要領・学習指導要領によって認められている。
小学部の場合、重複ではないクラスの場合は1学級6名、重複のクラスの場合は1学級3名までとされているが、学年により人数にばらつきがあるため、重複ではないクラスの場合は、5人と2人の7名を一つのグループとした対応をとるなどしている。重複のクラスの場合は、出席簿上は「重複●組」とし、隣接する学年との複式学級をとるケースもある。
高等部の知的障害者を対象とした教育課程においては、通常の後期中等教育の課程と異なり、小学校・中学校と同様に、単位の概念がない完全な学年制であるため、現代において原級留置は本人が希望しない限り行われることはまずないといえる（定期考査をしないところもある）。

#### 専門教育（知的障害者）
「高等部」および「高等部の専攻科」の知的障害者、肢体不自由者または病弱者（身体虚弱者を含む）である生徒に対する教育を行う専門教育を主とする学科については、「農業に関する学科」「工業に関する学科」「商業に関する学科」「家庭に関する学科」「産業一般に関する学科」その他専門教育を施す学科として適正な規模および内容があると認められるものとされている。2013年の高等部入学・進学生より、特別支援学校高等部学習指導要領に則り、福祉が知的障害対象の教科に追加されることから、「福祉に関する学科」も設置可能となっている。
実際にはクリーニング、ビルメンテナンス、家事、介護福祉、倉庫ロジスティクスなどの職業訓練が行われている。これらは、卒業後の就業、作業所入所などに深く関わっている。

### 肢体不自由者に対する教育を行う特別支援学校
肢体不自由者を対象としている特別支援学校は、主に旧・養護学校の制度を母体としていることが多い。肢体不自由者のみを対象としている特別支援学校の中には、特別支援学校の制度が発足したあとも、校名に「養護学校」の名称であることも多い。「肢体等特別支援学校」の呼称は、法令文の一般名詞として用いられることもある。一般的に肢体不自由者のための学校ととらえられている。
児童福祉法が規定する医療型障害児入所施設（重症心身障害児対象）に併設もしくは隣接するものには、重症心身障害児の比率が高い。数としては、児童福祉法に規定される医療型・入所型肢体不自由者療育施設（通常は、医療法に基づいた病院の機能を併せ持つ）に併設されているものが多くみられるが、前2者のいずれも併設されていない学校も数は少ないがいくつか見られる（ちなみに、現行の児童福祉法の法規上は、肢体不自由児と重症心身障害児を区別せず、入所型の「医療型障害児施設」としているが、実際に施設が内容としている範疇は、2つの区分けがされている場合と両方手がける場合とがある）。
変わったところでは、秋田県立秋田きらり支援学校のような、児童福祉法が規定する医療型障害児入所施設（病院機能も設置）・医療型児童発達支援センター・児童発達支援センター を併せ持った施設（秋田県立医療療育センター）が渡り廊下でつながっているうえ、きらり支援学校の建物本体に視覚支援学校・聴覚支援学校を併設し、エントランスや大体育館などの施設の一部を3つの特別支援学校で共用しているというケースも見られる。構想としては、聴覚障害や視覚障害を重複する子供のケアに対して、3学校が連携する、「センター的機能」を究極的に実現しようとしていたとされる。

#### 教育の工夫（肢体不自由者）
肢体不自由者を対象としている特別支援学校の自立活動においては、主に身体機能訓練とコミュニケーション能力の育成が図られる。

#### 専門教育（肢体不自由者）
「高等部」および「高等部の専攻科」の知的障害者、肢体不自由者または病弱者（身体虚弱者を含む）である生徒に対する教育を行う専門教育を主とする学科については、「農業に関する学科」「工業に関する学科」「商業に関する学科」「家庭に関する学科」「産業一般に関する学科」その他専門教育を施す学科として適正な規模および内容があると認められるものとされている。

### 身体虚弱者を含む病弱者に対する教育を行う特別支援学校
病弱者（身体虚弱者を含む。）を対象としている特別支援学校は、主に旧・養護学校の制度を母体としていることが多い。病弱者（身体虚弱者を含む）のみを対象としている特別支援学校の中には、特別支援学校の制度が発足したあとも、校名に「養護学校」の名称であることも多い。「病弱特別支援学校」の呼称は、法令文の一般名詞として用いられることもある。
「病弱者」とは、慢性の呼吸器疾患、腎臓疾患および神経疾患、悪性新生物などの疾患で、継続して医療下生活規制の必要な人をいい、「身体虚弱者」とは、明確な病気および病名の診断はないものの、継続して病弱者に准じた対応の必要な人を指す。病弱者（身体虚弱者を含む）を対象としている特別支援学校は、大抵の場合それぞれの地方の国公立病院に併設または隣接し、そこに入院している子供たちを中心としている。
病弱児のための特別支援学校が近くにないか、設置されていない場合、院内学級や訪問学級という名前で、地方の基幹病院の小児科病棟の中に、病弱児のためのクラスが設けられているが、最寄の小中学校の特別支援学級として設置されているものと、特別支援学校の分校・分教室（本校が、病弱対象の学校とは限らず、知的障害対象の場合や肢体不自由対象の学校の場合がある）として設置されているものがある。

#### 教育の工夫（身体虚弱者を含む病弱者）
自立活動を担任する教諭は、病弱者（身体虚弱者を含む）を対象としている特別支援学校では、普通学校と同等の教育課程が組まれている学級も担任する場合もある。

#### 専門教育 （身体虚弱者を含む病弱者）
「高等部」および「高等部の専攻科」の知的障害者、肢体不自由者または身体虚弱者を含む病弱者である生徒に対する教育を行う専門教育を主とする学科については、「農業に関する学科」「工業に関する学科」「商業に関する学科」「家庭に関する学科」「産業一般に関する学科」その他専門教育を施す学科として適正な規模および内容があると認められるものとされている。

## 併置校
複数の障害者種を主たる教育領域とする特別支援学校を、「併置校」と称する。複数の障害を有する「重複障害」を扱うという意味ではなく、独立した2種類以上の障害に関する教育領域を1つの学校で取り扱うという意味である（重複障害の場合は、単一の障害種を扱う各特別支援学校の収容能力に応じて重複学級を設置することで対応することが多い）。

## 特別支援学校からの大学進学とその問題

### 特別支援学校における大学進学率
特別支援学校中学部・中学校特別支援学級を卒業後の進学率は全体として98%と高い水準である。しかし、これは特別支援学校高等部があるためであり、多くは特別支援学校高等部に進学している。対して、特別支援学校高等部からの大学進学率は全体で2％と決して高いものではない。専修学校や公共職業能力開発施設等の入学者を含めても3.6%と低い状況である。
特別支援学校中学部及び中学校特別支援学級卒業後の進学率(平成30年3月卒業者の進路状況　文部科学省)
| 区分               | 区分           | 卒業者(人) | 高校進学者(人) | 高校進学率 |
| 中学部             | 合計           | 10,491     | 10,322         | 98.40%     |
| 中学部             | 視覚障害       | 177        | 174            | 98.30%     |
| 中学部             | 聴覚障害       | 402        | 400            | 99.50%     |
| 中学部             | 知的障害       | 7,881      | 7,780          | 98.70%     |
| 中学部             | 肢体不自由     | 1,698      | 1,657          | 97.60%     |
| 中学部             | 病弱・身体虚弱 | 333        | 311            | 93.40%     |
| 中学校特別支援学級 |                | 22,132     | 20,927         | 94.60%     |

特別支援学校高等部（本科）卒業後の進学率(平成30年3月卒業者の進路状況　文部科学省)
| 区分           | 卒業者（人） | 大学進学者（人） | 大学進学率 |
| 計             | 21,657       | 427              | 2.00%      |
| 視覚障害       | 290          | 90               | 31.00%     |
| 聴覚障害       | 492          | 193              | 39.20%     |
| 知的障害       | 18,668       | 76               | 0.40%      |
| 肢体不自由     | 1,841        | 43               | 2.30%      |
| 病弱・身体虚弱 | 366          | 25               | 6.80%      |

### 大学進学への問題点
以下の記述は、垣内俊哉氏（株式会社ミライロ代表取締役社長）資料を元に作成したものである。
【問題点1.】大学の環境や支援体制の情報不足
日本の大学における障害学生の在籍率が低いことに、障害のある学生やその家族に適切な情報が行き届いていないことが理由に挙げられる。大学のバリアフリー環境、障害学生への支援体制、受験時の配慮の有無、通学方法などの情報は障害のある学生にとっては必要不可欠である。大学によっては支援体制における情報を発信している大学もあるが、そのような大学は少数であり、多くの大学では、未だに障害のある学生に向けた情報発信は行われていない。
【問題点2.】学生自身の内的問題
大学の問題のみならず、障害者自身にも問題はある。障害のある学生は、社会的経験が少ないことが多く、大学に行く目的が欠如しており、進学へのモチベーションが低いことが多いことが問題である。そもそも兄妹などに進学者がいない場合、大学という存在を知らない生徒も多い。
また、障害のある学生自身やその家族が大学進学や将来について考える場が少ないことが問題である。障害のある学生自身が将来について考えることが必要である。今では、障害のある学生と、その家族に向けられた進路相談イベントも開催されている。障害のある子どもや家族が進学という選択肢を諦めない風土づくりを行っていく必要がある。
【問題点3.】大学間における支援体制の格差の拡大
昨今では、障害のある学生への支援体制が整っている大学がある一方、全く支援体制の整っていない大学があるという大学間での支援体制の格差が生まれている。障害学生就学支援ネットワーク事業における拠点校が全国に9校あるにも関わらず、大学関係者におけるこれの認知度は低く、効果を発揮しているとは言いにくいのが現状である。支援体制の情報を提供する機構の認知を広めると共に大学側が支援担当者や支援室を設置し、適切な支援を行うことが出来るようにするかが大切だ。

### 共通テストにおける障害のある学生に対する配慮について[22]
共通テストでは、志願者の個々の症状や状態などに応じた受験上の配慮を行っている。
主に試験室や座席における配慮や持参物についての配慮、試験時間の延長、志願者に応じた問題冊子などを配るようにして障害のある学生にも受験が受けやすいように配慮されている。また、注意事項の伝達などを口頭ではなく、文書を用いて通達される。ただしこのような配慮を受けるためには審査が必要であり時間がかかる場合がある。診断書や状態報告書などが求められる場合もあるため、事前に準備し、確認しておくことが志願者には必要である。

### 各大学における障害者修学支援の例
日本福祉大学
- 聴覚障害者…パソコンノートテイク・ノートテイク・音声認識ソフトの活用・映像への字幕付け　等
- 視覚障害者…資料のデータ化・点訳・拡大印刷・ガイドヘルプ　等
- 肢体不自由者…資料のデータ提供・ポイントテイク・録音許可・教室間の移動介助　等

富山大学
身体障害学生の個々のニーズに合わせ学生ピアサポーターが中心となり支援している。学生ピアサポーターの養成にあたっては、パソコンノートテイクや移動介助に加え、ピアランチミーティングなどを開催している。

## 特別支援学校のことが書かれている文芸作品
- 〔視覚障害者系統〕 虹の輪 （遠浜 々（とおはま のま）著、文芸社、2006年9月、ISBN 4286018431）
- 〔病弱者系統〕 聖の青春 （大崎善生著、講談社、2002年5月、ISBN 4-06-273424-9）